# Elizabeth Chai Vasarhelyi
Elizabeth Chai Vasarhelyi é uma produtora cinematográfica, roteirista e cineasta americana. Como reconhecimento, foi nomeada ao Óscar 2019 na categoria de Melhor Documentário em Longa-metragem por Free Solo (2018).